# Eels
Eels (с англ. — «угри» — имеется в виду разновидность рыбы) — американская альт-рок-группа, образованная в 1995 году в Лос-Анджелесе Марком Оливером Эвереттом (сыном известного физика Хью Эверетта), также известным под псевдонимом E. Формально Eels считаются группой, но Эверетт, фронтмен и основной автор, остаётся единственным её постоянным участником; остальные сменяют друг друга как в студии, так и на сцене. Тексты многих песен группы написаны под влиянием тяжёлого жизненного пути Марка Эверетта. Сам Эверетт постоянно делился с аудиторией своими страхами и переживаниями в своем творчестве, чаще всего обращая внимание на людей и их повседневные проблемы.

## История группы

### Eels в кинематографе
Eels появлялись в саундтреках некоторых фильмов, таких как «Дорожное приключение», «Красота по-американски», «Всегда говори „Да“», «Хеллбой 2: Золотая армия», «Полный облом», «Типа крутые легавые», «Довольно слов», «Клад», «На расстоянии любви», «Большой год», «Крик 2», в 4 сериях «Шрек», во второй части фильма «Тупой и ещё Тупее», а также в сериалах «Близкие друзья», «Такая разная Тара», «Одинокие сердца», «Быть человеком», «Futurama», «StarGate: Universe», «Monkey Dust», «Walking Dead», «Homicide: Life on the Street» (в русском переводе «Убойный отдел»), «Клиника». В короткометражном фильме «12 миль до Троны» Вима Вендерса, включённого в альманах «На десять минут старше: труба» (Ten Minutes Older — The Trumpet) использованы две песни Eels из альбома «Souljacker», сериале «Настоящая кровь» (англ. True Blood) песня «Fresh Blood». Также последняя песня используется как вступительный саундтрек к сериалу «The Jinx: The Life and Deaths of Robert Durst» (в русском переводе «Тайны миллиардера»).

## Дискография

### Студийные альбомы
- Beautiful Freak (1996 г.)
- Electro-Shock Blues (1998 г.)
- Daisies of the Galaxy (2000 г.)[3]
- Souljacker (2001 г.)
- Shootenanny! (2003 г.)
- Blinking Lights and Other Revelations (2005 г.)
- Hombre Lobo (2009 г.)
- End Times (2010 г.)
- Tomorrow Morning (2010 г.)
- Wonderful, Glorious (2013 г.)
- The Cautionary Tales of Mark Oliver Everett (2014 г.)
- The Deconstruction (2018 г.)
- Earth to Dora (2020 г.)
- Extreme Witchcraft (2022 г.)